# Tour de Ski 2017-2018
Navigation
2016-2017 2018-2019
La 12e édition du Tour de Ski se déroule du 30 décembre 2017 au 7 janvier 2018. Cette compétition est intégrée à la coupe du monde 2017-2018 et est organisée par la fédération internationale de ski. L'épreuve comprend sept étapes constituant un parcours entamé à Lenzerheide (Suisse) avant de faire étape à Oberstdorf (Allemagne), et Val di Fiemme (Italie).
L'édition est remportée par le Suisse Dario Cologna chez les hommes, qui remporte son quatrième titre dans l'épreuve, et par la Norvégienne Heidi Weng qui se succède à elle-même, son deuxième titre.

## Informations

### Calendrier
| \| Oberstdorf Val di Fiemme Lenzerheide \| Sites des compétitions |
| Oberstdorf Val di Fiemme Lenzerheide                              |

| Étape | Lieu          | Date        | Épreuves                                        | Distance | Distance |
| Étape | Lieu          | Date        | Épreuves                                        | Femmes   | Hommes   |
| ----- | ------------- | ----------- | ----------------------------------------------- | -------- | -------- |
| 1     | Lenzerheide   | 30 décembre | Sprint - Style libre (Qualifications + Finales) | 1,4 km   | 1,4 km   |
| 2     | Lenzerheide   | 31 décembre | Individuel - Style classique                    | 10 km    | 15 km    |
| 3     | Lenzerheide   | 1er janvier | Poursuite - Style libre                         | 10 km    | 15 km    |
| 4     | Oberstdorf    | 3 janvier   | Sprint classique                                | 1,2 km   | 1,5 km   |
| 5     | Oberstdorf    | 4 janvier   | Départ en ligne - Style libre                   | 10 km    | 15 km    |
| 6     | Val di Fiemme | 6 janvier   | Départ en ligne - Style classique               | 10 km    | 15 km    |
| 7     | Val di Fiemme | 7 janvier   | Poursuite* - Style libre                        | 9 km     | 9 km     |

- La dernière étape se court sur une ascension finale de l'Alpe Cermis.

### Points
Le vainqueur du classement général marque 400 points et les vainqueurs d'étapes marquent 50 points soit la moitié des points normalement attribués pour une victoire dans une étape de la Coupe du monde.
| Place  | 1   | 2   | 3   | 4   | 5   | 6   | 7   | 8   | 9   | 10  | 11 | 12 | 13 | 14 | 15 | 16 | 17 | 18 | 19 | 20 | 21 | 22 | 23 | 24 | 25 | 26 | 27 | 28 | 29 | 30 |
| ------ | --- | --- | --- | --- | --- | --- | --- | --- | --- | --- | -- | -- | -- | -- | -- | -- | -- | -- | -- | -- | -- | -- | -- | -- | -- | -- | -- | -- | -- | -- |
| Points | 400 | 320 | 240 | 200 | 180 | 160 | 144 | 128 | 116 | 104 | 96 | 88 | 80 | 72 | 64 | 60 | 56 | 52 | 48 | 44 | 40 | 36 | 32 | 28 | 24 | 20 | 16 | 12 | 8  | 4  |

| Place  | 1  | 2  | 3  | 4  | 5  | 6  | 7  | 8  | 9  | 10 | 11 | 12 | 13 | 14 | 15 | 16 | 17 | 18 | 19 | 20 | 21 | 22 | 23 | 24 | 25 | 26 | 27 | 28 | 29 | 30 |
| ------ | -- | -- | -- | -- | -- | -- | -- | -- | -- | -- | -- | -- | -- | -- | -- | -- | -- | -- | -- | -- | -- | -- | -- | -- | -- | -- | -- | -- | -- | -- |
| Points | 50 | 46 | 43 | 40 | 37 | 34 | 32 | 30 | 28 | 26 | 24 | 22 | 20 | 18 | 16 | 15 | 14 | 13 | 12 | 11 | 10 | 9  | 8  | 7  | 6  | 5  | 4  | 3  | 2  | 1  |

Il y a donc un maximum de 750 points qui peuvent être marqués si un concurrent gagne toutes les étapes et le classement général.

## Dotation
|                                       | 1.     | 2.     | 3.     | … | 10.   | Total   |
| ------------------------------------- | ------ | ------ | ------ | - | ----- | ------- |
| Classement général                    | 90 000 | 50 000 | 30 000 | … | 1 500 | 442 000 |
| Classement du sprint                  | 06 000 | 03 000 | 02 000 | — | —     | 022 000 |
| Étape                                 | 03 000 | 02 000 | 01 000 | — | —     | 084 000 |
| Leader du Tour (sauf le dernier jour) | 01 000 | —      | —      | — | —     | 012 000 |

Source : Fédération internationale de ski

## Classements finaux

### Classement général
| Pos | Nom                    | Temps             |
| --- | ---------------------- | ----------------- |
| 1   | Dario Cologna          | 2 h 49 min 29 s 8 |
| 2   | Martin Johnsrud Sundby | +1 min 26 s 5     |
| 3   | Alex Harvey            | +1 min 30 s 6     |
| 4   | Alexey Poltoranin      | +1 min 41 s 7     |
| 5   | Hans Christer Holund   | +2 min 17 s 8     |
| 6   | Alexander Bolshunov    | +3 min 9 s 7      |
| 7   | Jean-Marc Gaillard     | +3 min 16 s 7     |
| 8   | Daniel Rickardsson     | +3 min 20 s 8     |
| 9   | Aleksey Chervotkin     | +3 min 33 s 5     |
| 10  | Andrey Larkov          | +3 min 37 s 8     |

| Pos | Nom                      | Temps             |
| --- | ------------------------ | ----------------- |
| 1   | Heidi Weng               | 2 h 20 min 56 s 5 |
| 2   | Ingvild Flugstad Østberg | +48 s 5           |
| 3   | Jessica Diggins          | +2 min 23 s 2     |
| 4   | Krista Pärmäkoski        | +2 min 57 s 7     |
| 5   | Teresa Stadlober         | +3 min 9 s 4      |
| 6   | Kerttu Niskanen          | +4 min 17 s 0     |
| 7   | Anastasia Sedova         | +4 min 49 s 6     |
| 8   | Nathalie von Siebenthal  | +4 min 56 s 1     |
| 9   | Sadie Bjornsen           | +6 min 15 s 0     |
| 10  | Stefanie Böhler          | +6 min 41 s 1     |

### Classement des sprints
| Pos | Nom                    | Temps      |
| --- | ---------------------- | ---------- |
| 1   | Dario Cologna          | 1 min 25 s |
| 2   | Alexander Bolshunov    | 59 s       |
| 3   | Alex Harvey            | 55 s       |
| 4   | Alexey Poltoranin      | 47 s       |
| 5   | Martin Johnsrud Sundby | 38 s       |
| 6   | Emil Iversen           | 37 s       |
| 7   | Andrew Musgrave        | 28 s       |
| 8   | Andrey Larkov          | 24 s       |
| 9   | Didrik Tønseth         | 10 s       |
| 10  | Maurice Manificat      | 9 s        |

| Pos | Nom                      | Temps      |
| --- | ------------------------ | ---------- |
| 1   | Ingvild Flugstad Østberg | 1 min 33 s |
| 2   | Heidi Weng               | 1 min 30 s |
| 3   | Jessica Diggins          | 1 min 13 s |
| 4   | Krista Pärmäkoski        | 1 min 8 s  |
| 5   | Natalia Nepryaeva        | 47 s       |
| 6   | Sadie Bjornsen           | 15 s       |
| 7   | Kerttu Niskanen          | 12 s       |
| 8   | Teresa Stadlober         | 11 s       |
| 9   | Aino-Kaisa Saarinen      | 10 s       |
| 10  | Nadine Fähndrich         | 10 s       |

## Détail des étapes

### Étape 1
30 décembre	- Lenzerheide - Sprint, Style Libre (1,4 km)
| Pos | Nom                 | Temps         | BS |
| --- | ------------------- | ------------- | -- |
| 1   | Sergueï Oustiougov  | 2 min 57 s 28 | 60 |
| 2   | Federico Pellegrino | +1 s 00       | 54 |
| 3   | Lucas Chanavat      | +2 s 76       | 48 |
| 4   | Ristomatti Hakola   | +5 s 91       | 46 |
| 5   | Finn Hågen Krogh    | +14 s 39      | 44 |
| 6   | Richard Jouve       | +21 s 01      | 42 |

| Pos | Nom                    | Temps         | BS |
| --- | ---------------------- | ------------- | -- |
| 1   | Laurien Van Der Graaff | 3 min 25 s 80 | 60 |
| 2   | Sophie Caldwell        | +1 s 42       | 54 |
| 3   | Maiken Caspersen Falla | +1 s 86       | 48 |
| 4   | Natalia Nepryaeva      | +3 s 17       | 46 |
| 5   | Jessica Diggins        | +4 s 33       | 44 |
| 6   | Sandra Ringwald        | +31 s 68      | 42 |

### Étape 2
1er janvier	- Lenzerheide - Individuel, Style Classique (10 km pour les femmes & 15 km pour les hommes)
| Pos | Nom                    | Temps         | BS |
| --- | ---------------------- | ------------- | -- |
| 1   | Dario Cologna          | 35 min 29 s 5 | 15 |
| 2   | Alexey Poltoranin      | +0 s 6        | 10 |
| 3   | Martin Johnsrud Sundby | +13 s 1       | 5  |
| 4   | Alexander Bolshunov    | +14 s 0       |    |
| 5   | Aleksey Chervotkin     | +16 s 2       |    |
| 6   | Hans Christer Holund   | +21 s 2       |    |
| 7   | Iivo Niskanen          | +22 s 9       |    |
| 8   | Francesco De Fabiani   | +27 s 2       |    |
| 9   | Didrik Tønseth         | +32 s 0       |    |
| 10  | Sergueï Oustiougov     | +37 s 1       |    |

| Pos | Nom                      | Temps         | BS |
| --- | ------------------------ | ------------- | -- |
| 1   | Ingvild Flugstad Østberg | 26 min 59 s 4 | 15 |
| 2   | Heidi Weng               | +25 s 7       | 10 |
| 3   | Sadie Bjornsen           | +42 s 2       | 5  |
| 4   | Kerttu Niskanen          | +48 s 9       |    |
| 5   | Anna Haag                | +52 s 6       |    |
| 6   | Nicole Fessel            | +58 s 2       |    |
| 7   | Jessica Diggins          | +1 min 4 s 4  |    |
| 8   | Nathalie von Siebenthal  | +1 min 8 s 3  |    |
| 9   | Stefanie Böhler          | +1 min 8 s 8  |    |
| 10  | Anamarija Lampič         | +1 min 10 s 9 |    |

### Étape 3
3 janvier	- Lenzerheide - Poursuite (15 km pour les femmes & 20 km pour les hommes)
| Pos | Nom                    | Temps         | BS |
| --- | ---------------------- | ------------- | -- |
| 1   | Dario Cologna          | 34 min 56 s 6 | 15 |
| 2   | Sergueï Oustiougov     | +17 s 6       | 10 |
| 3   | Alexander Bolshunov    | +45 s 5       | 5  |
| 4   | Alex Harvey            | +46 s 8       |    |
| 5   | Alexey Poltoranin      | +47 s 1       |    |
| 6   | Martin Johnsrud Sundby | +48 s 1       |    |
| 7   | Hans Christer Holund   | +48 s 2       |    |
| 8   | Aleksey Chervotkin     | +49 s 9       |    |
| 9   | Iivo Niskanen          | +51 s 5       |    |
| 10  | Marcus Hellner         | +1 min 21 s 7 |    |

| Pos | Nom                        | Temps         | BS |
| --- | -------------------------- | ------------- | -- |
| 1   | Ingvild Flugstad Østberg   | 26 min 48 s 1 | 15 |
| 2   | Heidi Weng                 | +27 s 8       | 10 |
| 3   | Jessica Diggins            | +1 min 16 s 9 | 5  |
| 4   | Krista Pärmäkoski          | +1 min 45 s 9 |    |
| 5   | Sadie Bjornsen             | +1 min 46 s 2 |    |
| 6   | Kerttu Niskanen            | +1 min 46 s 6 |    |
| 7   | Astrid Uhrenholdt Jacobsen | +1 min 59 s 9 |    |
| 8   | Nicole Fessel              | +2 min 0 s 3  |    |
| 9   | Petra Novaková             | +2 min 1 s 0  |    |
| 10  | Sandra Ringwald            | +2 min 11 s 3 |    |

### Étape 4
4 janvier	- Oberstdorf - Poursuite, Style Libre (10 km pour les femmes & 15 km pour les hommes)
Cette étape, un sprint classique, est annulée en raison des conditions climatiques.

### Étape 5
6 janvier - Oberstdorf - Mass-start, Style Libre (15 km pour les femmes & 10 km pour les hommes)
| Pos | Nom                    | Temps         | BS |
| --- | ---------------------- | ------------- | -- |
| 1   | Emil Iversen           | 29 min 49 s 8 | 15 |
| 2   | Sindre Bjørnestad Skar | +0 s 4        | 10 |
| 3   | Francesco De Fabiani   | +0 s 9        | 5  |
| 4   | Dario Cologna          | +3 s 7        | 27 |
| 5   | Alex Harvey            | +4 s 0        | 6  |
| 6   | Andrew Musgrave        | +4 s 0        | 22 |
| 7   | Finn Hågen Krogh       | +4 s 0        |    |
| 8   | Martin Johnsrud Sundby | +4 s 2        | 23 |
| 9   | Thomas Bing            | +4 s 9        | 6  |
| 10  | Maurice Manificat      | +5 s 2        | 7  |

| Pos | Nom                      | Temps         | BS |
| --- | ------------------------ | ------------- | -- |
| 1   | Ingvild Flugstad Østberg | 23 min 16 s 5 | 25 |
| 2   | Maiken Caspersen Falla   | +1 s 9        | 10 |
| 3   | Krista Pärmäkoski        | +3 s 2        | 20 |
| 4   | Nathalie von Siebenthal  | +4 s 1        |    |
| 5   | Maria Nordström          | +4 s 4        | 3  |
| 6   | Nicole Fessel            | +5 s 5        | 6  |
| 7   | Teresa Stadlober         | +5 s 8        |    |
| 8   | Anne Kjersti Kalvå       | +6 s 5        | 4  |
| 9   | Anastasia Sedova         | +6 s 7        |    |
| 10  | Emma Wikén               | +7 s 1        |    |

### Étape 6
7 janvier - Val di Fiemme - Départ en ligne, Style Classique	(10 km pour les femmes & 15 km pour les hommes)	
| Pos | Nom                  | Temps         | BS |
| --- | -------------------- | ------------- | -- |
| 1   | Alexey Poltoranin    | 38 min 40 s 3 | 37 |
| 2   | Andrey Larkov        | +0 s 4        | 13 |
| 3   | Alex Harvey          | +0 s 9        | 17 |
| 4   | Dario Cologna        | +2 s 3        | 18 |
| 5   | Alexander Bolshunov  | +15 s 0       | 18 |
| 6   | Daniel Rickardsson   | +20 s 2       | 6  |
| 7   | Francesco De Fabiani | +23 s 1       | 1  |
| 8   | Hans Christer Holund | +26 s 4       | 7  |
| 9   | Didrik Tønseth       | +27 s 0       |    |
| 10  | Niklas Dyrhaug       | +28 s 6       |    |

| Pos | Nom                      | Temps         | BS |
| --- | ------------------------ | ------------- | -- |
| 1   | Heidi Weng               | 29 min 7 s 9  | 30 |
| 2   | Krista Pärmäkoski        | +7 s 6        | 18 |
| 3   | Teresa Stadlober         | +8 s 6        | 11 |
| 4   | Jessica Diggins          | +23 s 6       | 12 |
| 5   | Ingvild Flugstad Østberg | +35 s 2       | 10 |
| 6   | Kerttu Niskanen          | +45 s 4       | 5  |
| 7   | Anastasia Sedova         | +46 s 1       | 4  |
| 8   | Natalia Nepryaeva        | +59 s 9       | 1  |
| 9   | Nathalie von Siebenthal  | +1 min 1 s 0  | 3  |
| 10  | Sadie Bjornsen           | +1 min 11 s 3 |    |

### Étape 7
8 janvier - Val di Fiemme - Ascension finale : Poursuite, Style Libre, Départ avec Handicap (9 km)
| Pos | Nom                    | Temps         | BS |
| --- | ---------------------- | ------------- | -- |
| 1   | Martin Johnsrud Sundby | 28 min 36 s 4 |    |
| 2   | Maurice Manificat      | +12 s 8       |    |
| 3   | Denis Spitsov          | +14 s 3       |    |
| 4   | Dario Cologna          | +15 s 7       |    |
| 5   | Hans Christer Holund   | +20 s 6       |    |
| 6   | Alex Harvey            | +23 s 6       |    |
| 7   | Didrik Tønseth         | +26 s 9       |    |
| 8   | Jean-Marc Gaillard     | +35 s 4       |    |
| 9   | Lucas Bögl             | +43 s 8       |    |
| 10  | Alexey Vitsenko        | +44 s 5       |    |

| Pos | Nom                      | Temps         | BS |
| --- | ------------------------ | ------------- | -- |
| 1   | Heidi Weng               | 32 min 11 s 5 |    |
| 2   | Teresa Stadlober         | +41 s 3       |    |
| 3   | Jessica Diggins          | +41 s 9       |    |
| 4   | Ingvild Flugstad Østberg | +49 s 3       |    |
| 5   | Elizabeth Stephen        | +1 min 22 s 6 |    |
| 6   | Nathalie von Siebenthal  | +1 min 23 s 5 |    |
| 7   | Krista Pärmäkoski        | +1 min 26 s 0 |    |
| 8   | Kerttu Niskanen          | +1 min 29 s 6 |    |
| 9   | Stefanie Böhler          | +1 min 34 s 5 |    |
| 10  | Anastasia Sedova         | +1 min 36 s 3 |    |